# Holzhausen (Simmershofen)
Holzhausen  (fränkisch: Houldshaosa) ist ein ehemaliger Ort der Gemeinde Simmershofen im Landkreis Neustadt an der Aisch-Bad Windsheim (Mittelfranken, Bayern).

## Geographie
Das ehemalige Pfarrdorf lag auf einer Höhe von 323 m ü. NHN und bildete mit Simmershofen im Osten eine geschlossene Siedlung. Diese war von Acker- und Grünland umgeben. Holzhausen bestand aus den Hausnummern 1 bis 18 und 46 bis 56.

## Geschichte
In einer Urkunde von 1255 wurde ein „Cunradus scultetus de Holtzhusen“ genannt. Dies ist zugleich die erste Erwähnung des Ortes. Bei Holzhausen handelte es sich um eine von Simmershofen gegründeten Nachsiedlung des 11./12. Jahrhundert. Dafür spricht auch der Ortsname, der Siedlung beim Gehölz bedeutet.
Gegen Ende des 18. Jahrhunderts gab es in Holzhausen 19 Anwesen. Das Hochgericht übte das ansbachische Oberamt Uffenheim aus. Das Kasten- und Stadtvogteiamt Uffenheim war Grundherr über 14 Anwesen. Von 1797 bis 1808 unterstand Holzhausen dem preußischen Justiz- und Kammeramt Uffenheim.
1806 kam der Ort an das Königreich Bayern. Mit dem Gemeindeedikt (frühes 19. Jahrhundert) wurde Holzhausen dem Steuerdistrikt Simmershofen und der Ruralgemeinde Simmershofen zugeordnet. Schon zu dieser Zeit wurde der Ort in den Verzeichnissen nicht mehr separat aufgelistet. 1832 wurde Holzhausen und Simmershofen amtlich zusammengeschlossen unter dem Namen Simmershofen und so in der Bayerischen Uraufnahme verzeichnet.